# Cohors Carietum et Veniaesum
Die Cohors Carietum et Veniaesum (deutsch Kohorte der Carieter und Veniaeser) war eine römische Auxiliareinheit. Sie ist durch eine Inschrift belegt.

## Namensbestandteile
- Cohors: Die Kohorte war eine Infanterieeinheit der Auxiliartruppen in der römischen Armee.

- Carietum et Veniaesum: der Carieter und Veniaeser. Die Soldaten der Kohorte wurden bei Aufstellung der Einheit aus den Volksstämmen der Carieter und Veniaeser auf dem Gebiet des conventus Cluniensis (mit der Hauptstadt Clunia) rekrutiert.[1][2]

Da es keine Hinweise auf die Namenszusätze milliaria (1000 Mann) und equitata (teilberitten) gibt, ist davon auszugehen, dass es sich um eine Cohors quingenaria peditata, eine reine Infanterie-Kohorte, handelt. Die Sollstärke der Einheit lag bei 480 Mann, bestehend aus 6 Centurien mit jeweils 80 Mann.

## Geschichte
Die Einheit ist nur durch eine einzige Inschrift belegt, die in Brixia, dem heutigen Brescia, gefunden wurde und die für einen Kommandeur der Einheit errichtet wurde. Da Brixia vermutlich die Heimatstadt des Kommandeurs war, ist die Zuordnung der Kohorte zu einer Provinz, in der sie möglicherweise stationiert war, nicht möglich.
Laut Margaret M. Roxan wurde die Kohorte wahrscheinlich unter Augustus, auf jeden Fall aber vor der Regierungszeit von Nero (54–68) aufgestellt.

## Standorte
Standorte der Kohorte sind nicht bekannt.

## Angehörige der Kohorte
Ein Kommandeur der Kohorte, C(aius) Meffius Saxo, ein ehemaliger Primus Pilus, der zum Präfekten der Kohorte befördert wurde, ist durch die Inschrift belegt.